# Kuzinellus febriculus
Kuzinellus febriculus är en spindeldjursart som först beskrevs av Edward A. Ueckermann och Loots 1984.  Kuzinellus febriculus ingår i släktet Kuzinellus och familjen Phytoseiidae. Inga underarter finns listade i Catalogue of Life.